# Кубок африканських націй 1986
Кубок африканських націй 1986 року — 15-та континентальна футбольна першість, організована Африканською конфедерацією футболу. Змагання проходили з 7 по 21 березня 1986 року у Єгипті. Всього було зіграно 16 матчів, в яких забито 31 м’яч (в середньому 1,94 м’яча за матч). Збірна Єгипту втретє стала чемпіоном Африки, подолавши у фінальному матчі збірну Камеруну за допомогою серії післяматчевих пенальті після того, як основний та додатковий час закінчилися нульовою нічиєю.

## Учасники
За результатами кваліфікації місце у фінальному розіграші здобули такі команди (число в дужках показує вкотре команда брала участь у фінальному турнірі африканської першості):
- Єгипет (10) — кваліфікований автоматично як господар.
- Кот-д'Івуар (6)
- Алжир (5)
- Камерун (5) — кваліфікований автоматично як діючий чемпіон.
- Марокко (5)
- Замбія (4)
- Сенегал (2)
- Мозамбік (1)

## Груповий етап

### Група A
|             |   |   |   |   |    |    |   |
| Команда     | І | В | Н | П | МЗ | МП | О |
| Єгипет      | 3 | 2 | 0 | 1 | 4  | 1  | 4 |
| Кот-д'Івуар | 3 | 2 | 0 | 1 | 4  | 2  | 4 |
| Сенегал     | 3 | 2 | 0 | 1 | 3  | 1  | 4 |
| Мозамбік    | 3 | 0 | 0 | 3 | 0  | 7  | 0 |
|             |   |   |   |   |    |    |   |

| Результати      |                  |             |           |             |
| Дата            | Місце проведення |             | Результат |             |
| 7 березня 1986  | Каїр             | Сенегал     | 1:0       | Єгипет      |
| 7 березня 1986  | Каїр             | Кот-д'Івуар | 3:0       | Мозамбік    |
| 10 березня 1986 | Каїр             | Сенегал     | 2:0       | Мозамбік    |
| 10 березня 1986 | Каїр             | Єгипет      | 2:0       | Кот-д'Івуар |
| 13 березня 1986 | Каїр             | Кот-д'Івуар | 1:0       | Сенегал     |
| 13 березня 1986 | Каїр             | Єгипет      | 2:0       | Мозамбік    |
|                 |                  |             |           |             |

### Група B
|         |   |   |   |   |    |    |   |
| Команда | І | В | Н | П | МЗ | МП | О |
| Камерун | 3 | 2 | 1 | 0 | 7  | 5  | 5 |
| Марокко | 3 | 1 | 2 | 0 | 2  | 1  | 4 |
| Алжир   | 3 | 0 | 2 | 1 | 2  | 3  | 2 |
| Замбія  | 3 | 0 | 1 | 2 | 2  | 4  | 1 |
|         |   |   |   |   |    |    |   |

| Результати      |                  |         |           |         |
| Дата            | Місце проведення |         | Результат |         |
| 8 березня 1986  | Александрія      | Алжир   | 0:0       | Марокко |
| 8 березня 1986  | Александрія      | Камерун | 3:2       | Замбія  |
| 11 березня 1986 | Александрія      | Алжир   | 0:0       | Замбія  |
| 11 березня 1986 | Александрія      | Камерун | 1:1       | Марокко |
| 14 березня 1986 | Александрія      | Марокко | 1:0       | Замбія  |
| 14 березня 1986 | Александрія      | Камерун | 3:2       | Алжир   |
|                 |                  |         |           |         |